# Skärjämnaren
Skärjämnaren är en sjö i Rättviks kommun i Dalarna och ingår i Dalälvens huvudavrinningsområde. Sjön har en area på 1,51 kvadratkilometer och ligger 283,1 meter över havet.

## Delavrinningsområde
Skärjämnaren ingår i det delavrinningsområde (681085-146472) som SMHI kallar för Utloppet av Skärjämnaren. Medelhöjden är 307 meter över havet och ytan är 11,9 kvadratkilometer. Räknas de 9 avrinningsområdena uppströms in blir den ackumulerade arean 78,41 kvadratkilometer. Stråån (Tansån) som avvattnar avrinningsområdet har biflödesordning 3, vilket innebär att vattnet flödar genom totalt 3 vattendrag innan det når havet efter 403 kilometer. Avrinningsområdet består mestadels av skog (78 procent). Avrinningsområdet har 1,77 kvadratkilometer vattenytor vilket ger det en sjöprocent på 14,8 procent.